# انشراف (اسم)
اِنْشِرَاف هو اسم علم مؤنث من أصل عربي، ومعناه هو علو المنزلة والعلو والمجد.